# Natuurpark Serra d’Espadà

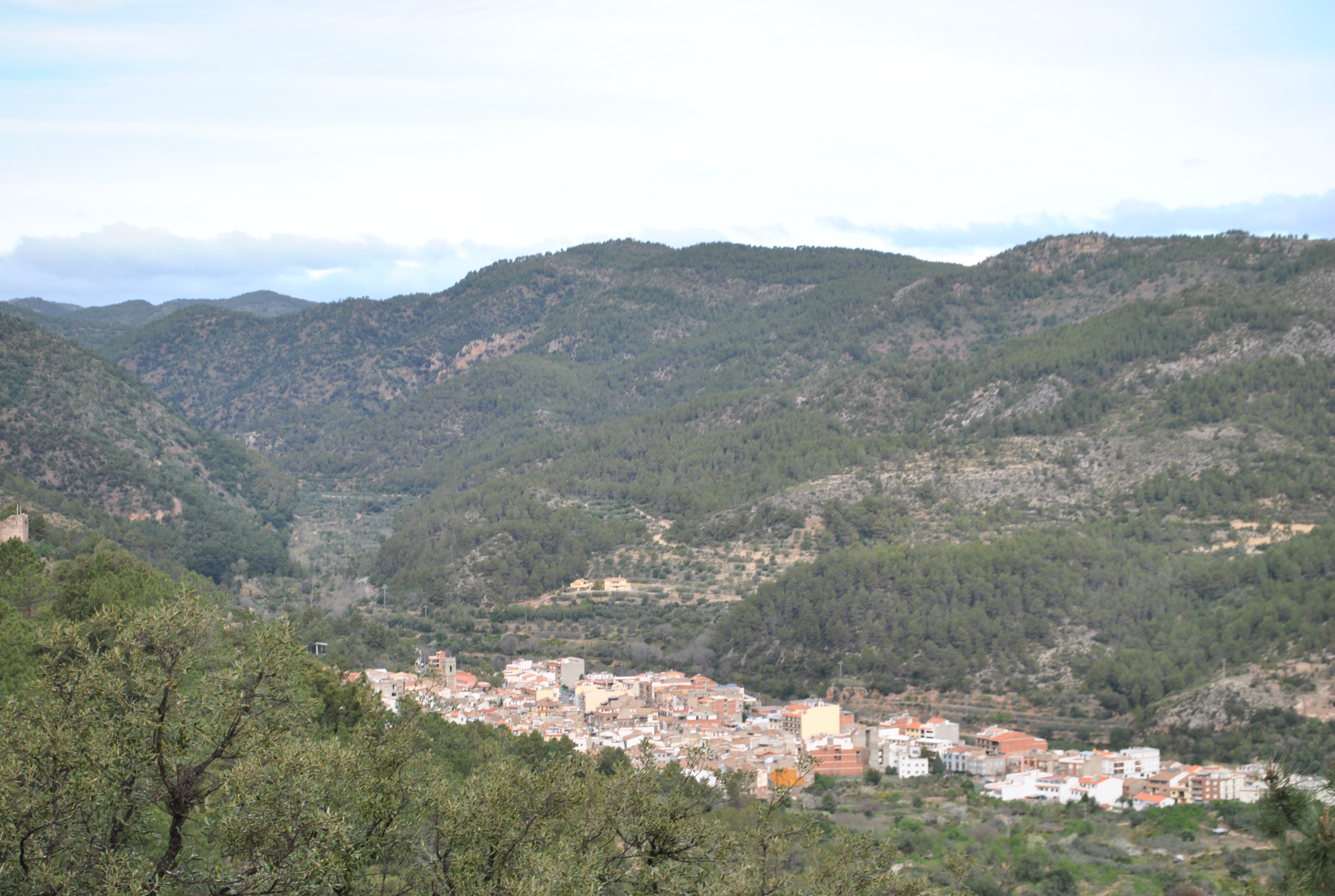

Het Natuurpark Serra d’Espadà (Valenciaans: Parc Natural de la Serra d’Espadà/Spaans: Parque natural de la Sierra de Espadán) is een natuurpark in de regio Valencia in Spanje. Het natuurpark werd opgericht in 1998 en is 31180 hectare groot. Het natuurpark omvat gebergte met bossen van onder andere kurkeik. In het park komt havikarend, everzwijn, vos, das voor.